# Корен, Роберт
Ро́берт Ко́рен (словен. Robert Koren; 20 сентября 1980, Любляна, СФРЮ) — словенский футболист, полузащитник.

## Футбольная карьера
Свою профессиональную карьеру Роберт начал в клубе «Дравоград», за который он выступал на протяжении 6 сезонов с 1996 по 2001 год. В 2001 году клуб вылетел во Вторую лигу и Корен перешёл в «Целе». За новый клуб игрок выступал до 2004 года, и забил 22 мяча в 78 матчах. Следующим клубом для словенского игрока стал норвежский «Лиллестрём», за который он выступал на протяжении трёх сезонов.
4 января 2007 года Корен подписалд контракт с английским «Вест Бромвичем». За новый клуб дебютировал два дня спустя в матче на Кубок Англии против «Лидс Юнайтед» (3-1). Первый гол за клуб Роберт забил 6 мая 2007 года, в последний игровой день сезона, клубу «Барнсли». Матч завершился победой «Вест Бромвича» 7-0. 13 августа 2010 года на правах свободного агента перешёл в «Халл Сити», подписав контракт по схеме 2+1. В «Халл Сити» дебютировал 14 августа в матче против «Миллуолла» (0-4).

## Международная карьера
В активе Корена 12 матчей и 1 гол за молодёжную сборную Словении. В главной сборной игрок дебютировал 2 апреля 2003 года в домашнем матче против сборной Кипра, в квалификации к Евро 2004, завершившийся победой словенцев 4-1. Первый гол за сборную футболист забил 7 декабря 2006 года в квалификации к Евро 2008 против команды Люксембурга, завершившейся победой Словении 2-0. На ЧМ 2010 в ЮАР в составе сборной провёл все три матча и забил один гол в матче против Алжира.

## Голы за сборную Словении
Первыми показаны мячи сборной Словении.
| # | Дата         | Место                   | Соперник                  | Счёт | Конечный результат | Соревнование                             |
| - | ------------ | ----------------------- | ------------------------- | ---- | ------------------ | ---------------------------------------- |
| 1 | 7. 10. 2006  | Арена Петрол, Целе      | Флаг Люксембурга          | 2-0  | 2-0                | Квалификация к Евро 2008                 |
| 2 | 19. 11. 2008 | Людски врт, Марибор     | Флаг Боснии и Герцеговины | 1-2  | 3-4                | Товарищеский матч                        |
| 3 | 12. 8. 2009  | Людски врт, Марибор     | Флаг Сан-Марино           | 1-0  | 5-0                | Квалификация к ЧМ 2010                   |
| 4 | 12. 8. 2009  | Людски врт, Марибор     | Флаг Сан-Марино           | 4-0  | 5-0                | Квалификация к ЧМ 2010                   |
| 5 | 13. 6. 2010  | Питер Мокаба, Полокване | Флаг Алжира               | 1-0  | 1-0                | Чемпионат мира по футболу 2010. Группа C |

## Личная жизнь
Корен женат, у него трое детей — сыновья Нал и Тиан, и дочь Ниа Корен. В свободное от футбола время любит играть в Теннис. По вероисповеданию — католик.

## Достижения
- Кубок Норвегии — финалист: 2005
- Королевская лига — финалист: 2006
- Кубок Интертото — финалист: 2006
- Чемпионат Футбольной лиги — чемпион: 2008